# Спектрограф
Спектрограф је инструмент за анализу спектра електромагнетског зрачења записивањем спектра на фотографску плочу или фотографски филм. Спектрограф се састоји од оптичке призме и оптичке решетке које служе за растављање електромагнетног зрачења на спектар. Спектрографи се могу користити за анализу видљивог, инфрацрвеног или ултраљубичастог зрачења. За одређено спектрално подручје потребно је употребити фотографски филм или фотографску плочу која је осетљива у том спектралном подручју.